# Malcolm David Kelley
Malcolm David Kelley, född 12 maj 1992 i Bellflower, Kalifornien, är en amerikansk skådespelare, sångare, rappare och låtskrivare. Han har medverkat i Malcolm - Ett geni i familjen och Lost, Där han spelade Walt (Walter) Lloyd. Han var en av huvudkaraktärerna i säsong ett (2003–2004) i Lost, men sågs mer sällan i säsong två (2005–2006). 
Han har också gjort roller i Judging Amy (sv: Vem dömer Amy?), Law & Order: Special Victims Unit och My Name Is Earl.
Kelley bildade 2012 pop-duon MKTO (tillsammans med Tony Oller) som den 4 januari 2013 släppte sången "Thank You".

## Diskografi

### Med MKTO
Studioalbum
- 2014 – MKTO

EP
- 2015 – Bad Girls

Singlar
- 2013 – "Thank You"
- 2013 – "Classic"
- 2013 – "God Only Knows"
- 2014 – "American Dream"
- 2015 – "Bad Girls"
- 2016 – "Hands Off My Heart" / "Places You Go"
- 2016 – "Superstitious"